# Сан Ђулијано Терме
Сан Ђулијано Терме (итал. San Giuliano Terme) је насеље у Италији у округу Пиза, региону Тоскана.
Према процени из 2011. у насељу је живело 2394 становника. Насеље се налази на надморској висини од 4 м.

## Становништво
Према резултатима пописа становништва 2011. у општини је живело 31.103 становника.
| 1931.  | 1936.  | 1951.  | 1961.  | 1971.  | 1981.  | 1991.  | 2001.  | 2011.  |
| ------ | ------ | ------ | ------ | ------ | ------ | ------ | ------ | ------ |
| 21.894 | 22.204 | 23.566 | 22.179 | 24.643 | 26.687 | 28.188 | 30.392 | 31.103 |

## Партнерски градови
- Бад Телц